# Tricorynus aberrans
Tricorynus aberrans är en skalbaggsart som beskrevs av White 1965. Tricorynus aberrans ingår i släktet Tricorynus och familjen trägnagare. Inga underarter finns listade i Catalogue of Life.